# Bacillus thuringiensis
Bacillus thuringiensis eller B. thuringiensis forkortet til Bt er en almindelig spore-dannende Gram-positiv jordbakterie, der længe har været brugt som et biologisk pesticid. Under sporuleringen danner nogle Bt-stammer toxiner, der ses som dobbelt-pyramidiske krystaller, der består af proteiner og benævnes Cry-toxiner (Cry for krystal) eller δ-endotoxiner. Cry-toxinerne kodes af plasmidgenerne Cry og er toxiske for insekter, specielt larver af Lepidoptera (sommerfugle) samt Coleoptera (biller) og Diptera (tovinger (fluer)). Den toxiske virkning ytrer sig gennem en nedbrydning af tarmen. Cry-toxinerne anses for at være uskadelige for mennesker.

## Gensplejsede afgrøder med Bt-toxin
De første insekt-resistente transgene afgrøder blev introduceret i 1996 og fik straks stor udbredelse. Således blev 22,4 millioner hektar Bt-transgene afgrøder dyrket i 2004.
Majs, bomuld og kartofler er blevet gensplejset med Cry-gener for at give resistens mod Lepidoptera (sommerfugle).
Kartofler beskyttes også mod Colorado kartoffelbillen. En kendt og omdiskuteret majs-sort er MON 863.
Da Bt-toxinerne har lille effect på andre organismer, er brugen af Bt-transgene afgrøder blevet anset for at være mere miljøvenlig end brugen af syntetiske pesticider, og afgrøder som MON 863 er blevet godkendt i Europa. Alligevel har der specielt i Europa været protester og en diskussion om fornuften i anvendelsen af Bt-transgene afgrøder. Diskussionen har drejet sig om, hvorvidt det kan være farligt for mennesker og om den vidstrakte brug af Bt-transgene afgrøder har en skadelig sekundær indflydelse på andre insekter og miljøet som helhed. Selvom Cry-toxinerne anses for uskadelige for mennesker, har der i Danmark været protester mod import og dyrkning af gensplejset majs, og der er rejst krav om forbud mod Bt-majs.
Kina indførte i 1997 bomuld gensplejset med Bt-toxin, og et ti-årigt studium af den
frygtede bomuldsmøl (Helicoverpa armigera) i et enormt område i det nordlige Kina viser faldende antal af bomuldsmøl med betydning også for udbyttet af andre afgrøder.